# Yôko Ogawa
Yôko Ogawa (小川洋子, Ogawa Yōko), née Yôko Hongô (本郷洋子, Hongō Yōko) nascida em 30 de março de 1962 em Okayama, na prefeitura de Okayama, é uma escritora japonesa. Ela reside em Ashiya, na prefeitura de Hyōgo. É casada e tem um filho.

## Biografia
Yôko Ogawa nasceu em uma família pertencente ao movimento xintoísta Konkokyo. Seu avô também ensinava essa doutrina. Seu pai era funcionário público.
Entre as várias influências de sua leitura de infância, o Diário de Anne Frank foi o que teve o maior impacto sobre ela. Ela até dedicou um livro de ensaios a ele. Uma de suas primeiras leituras foi A Enciclopédia de Medicina Doméstica, uma cópia da qual estava disponível na biblioteca de seus pais.
Mais tarde, especialmente durante os estudos, descobriu as obras de Haruki Murakami e de escritores japoneses clássicos como Jun'ichirō Tanizaki e Yasunari Kawabata, mas também autores americanos como F. Scott Fitzgerald, Truman Capote e Raymond Carver. Apreciou também Marguerite Duras. Paul Auster e o seu romance Moon Palace também tiveram grande influência.
Ogawa se formou em literatura pela Universidade de Waseda. Após a formatura, começou a escrever. É autora de vários romances — curtos até 1994 — assim como contos e ensaios. Ela ganhou o prestigioso Prêmio Akutagawa por Gravidez em 1990, e também o Prêmio Tanizaki, o Prêmio Izumi, o Prêmio Yomiuri e o Prêmio Kaien por seu primeiro romance curto, A Desintegração da Borboleta. Ela é particularmente popular na França.

Seus romances foram traduzidos para o francês, alemão, italiano, grego, espanhol, catalão, chinês, coreano e recentemente para o inglês (nos Estados Unidos). O mais frequentemente traduzido é seu romance Hôtel Iris, menos implícito que suas outras obras e, portanto, um pouco diferente, e que trata da relação sexual (shibari, ou bondage japonês) entre uma garota de 17 anos e um velho. Uma adaptação cinematográfica de seu conto L'Annulaire foi lançada na França em junho de 2005, um filme de Diane Bertrand estrelado por Olga Kurylenko e Marc Barbé. No Japão, La Formule favoris du professeur ganhou o Prêmio Yomiuri e também foi lançado lá como um filme (2005), uma história em quadrinhos (2006) e um CD de áudio (2006).

## Temas
Os escritos de Ogawa são pontuados por vários temas recorrentes, como o confinamento, seja psicológico ou físico, bem como os espaços fechados.
Seu universo romanesco é caracterizado por uma obsessão pela classificação, o desejo de manter um registro das memórias ou do passado (L'Annulaire, 1994, Le Musée du silence, 2000, Cristallisation secrète, 1994), desejo combinado com a análise meticulosa do narrador (ou, menos frequentemente, da narradora) de seus próprios sentimentos e motivações (que muitas vezes vêm de muito longe) frequentemente levando a desvios e perversões inusitados, tudo escrito com palavras simples que acentuam a força da história.

## Obras

### Contos
- Un thé qui ne refroidit pas (冷めない紅茶 Same nai kōcha, 1990; Actes Sud 1998. Traduction par Rose-Marie Makino-Fayolle)
- Un Étrange journal (奇妙な日記 Kimyōna nikki, extrait de シュガータイム Shugā taimu, 1991; dans Meet n°11 (Tokyo/Luanda, p. 55-69), Editions Meet, Octobre 2007. Traduction par Rose-Marie Makino-Fayolle)
- Le réfectoire un soir et une piscine sous la pluie (夕暮れの給食室と雨のプール Yūgure no kyūshoku shitsu to ame no pūru, 1991; Actes Sud 1998. Traduction par Rose-Marie Makino-Fayolle)
- Tristes revanches (寡黙な死骸みだらな弔い Kamoku na shigai, midara na tomurai, 1998; Actes Sud 2004; recueil de nouvelles interconnectées. Traduction par Rose-Marie Makino-Fayolle)
- La Bénédiction inattendue (偶然の祝福 Gūzen no shukufuku, 2000; Actes Sud, 2007; recueil. Traduction par Rose-Marie Makino-Fayolle)
- Les Paupières (まぶた Mabuta, 2001; Actes Sud, 2007; recueil. Traduction par Rose-Marie Makino-Fayolle)
- La Mer (海 Umi, 2006; Actes Sud 2009; recueil. Traduction par Rose-Marie Makino-Fayolle)
- Les Lectures des otages (人質の朗読会 Hitojichi no roudokukai, 2011; Actes Sud, 2012; recueil de nouvelles interconnectées. Traduction par Martin Vergne)
- Jeune fille à l’ouvrage (刺繍する少女 Shishū suru shōjo, 1996, Actes Sud, 2016; recueil. Traduction par Rose-Marie Makino-Fayolle)

### Novelas
- La Désagrégation du papillon (揚羽蝶が壊れる時 Agehachō ga kowareru toki, 1988, Prix Kaien 1988; Actes Sud 2003. Traduction par Rose-Marie Makino-Fayolle)
- Une parfaite chambre de malade (完璧な病室 Kanpeki na byōshitsu, 1989; Actes Sud 2003. Traduction par Rose-Marie Makino-Fayolle)
- La Piscine (ダイヴィング・プール Daivingu puru, 1990; Actes Sud 1995. Traduction par Rose-Marie Makino-Fayolle)
- La Grossesse (妊娠カレンダー Ninshin karendā, 1991, Prix Akutagawa[10] 1990; Actes Sud 1997. Traduction par Rose-Marie Makino-Fayolle)
- Les Abeilles (ドミトリイ Domitorī, 1991; Actes Sud 1995. Traduction par Rose-Marie Makino-Fayolle)
- L'Annulaire (薬指の標本 Kusuriyubi no hyōhon, 1994; Actes Sud 1999; novella. Traduction par Rose-Marie Makino-Fayolle)
- La Petite Pièce hexagonale (六角形の小部屋 Rokkakukei no kobeya, 1994; Actes Sud 2004; novella. Traduction par Rose-Marie Makino-Fayolle)

### Romances
- Amours en marge (余白の愛 Yohaku no ai, 1991; Actes Sud 2005. Traduction par Rose-Marie Makino-Fayolle)
- Hôtel Iris (ホテル・アイリス Hoteru Airisu, 1996; Actes Sud 2000. Traduction par Rose-Marie Makino-Fayolle)[5]
- Parfum de glace (凍りついた香り Kōri tsuita kaori, 1998; Actes Sud 2002;. Traduction par Rose-Marie Makino-Fayolle)
- Le Musée du silence (沈黙博物館 Chinmoku hakubutsukan, 2000; Actes Sud, 2003. Traduction par Rose-Marie Makino-Fayolle)
- La Formule préférée du professeur (博士の愛した数式 Hakase no aishita sūshiki, 8/2003, Prix Yomiuri 2004; Actes Sud 2005. Traduction par Rose-Marie Makino-Fayolle)
- La Marche de Mina (ミーナの行進 Mīna no kōshin, 2006, Prix Tanizaki 2006; Actes Sud 2008. Traduction par Rose-Marie Makino-Fayolle)
- Cristallisation secrète ( 密やかな結晶 Hisoyaka na kesshō, 1994; Actes Sud 2009. Traduction par Rose-Marie Makino-Fayolle),
- Les Tendres Plaintes (やさしい訴え Yasashī uttae, 1996 ; Actes Sud, 2010.Traduction par Rose-Marie Makino et Yukari Kometani)
- Manuscrit zéro (原稿零枚日記 Genkou reimai nikki, 2010; Actes Sud, 2011; vrai/faux journal. Traduction par Rose-Marie Makino)
- Le Petit Joueur d’échecs ( 猫を抱いて象と泳ぐ Neko wo daite zō to oyogu,2009 ; Actes Sud, 2013. Traduction par Martin Vergne)
- Petits oiseaux (ことり Kotori, 2012 ; Actes Sud, 2014. Traduction par Rose-Marie Makino-Fayolle)
- Instantanés d'Ambre (琥珀のまたたき Kohaku no matataki, 2015 ; Actes Sud, 2018. Traduction par Rose-Marie Makino-Fayolle) ISBN 978-2-3300-9734-9
- Petites boîtes (小箱 Kobako, 2019 ; Actes Sud, 2022. Traduction par Sophie Refle)

### Participação
- Collectif, Metamorphosis, photographies de Sarah Moon, Actes Sud, Beaux Arts - Hors collection et Hermès, Octobre 2004, 146 pages ISBN 978-2-330-03727-7

## Livros ainda não-traduzidos
Ficção
- シュガータイムShugā taimu (Sugar time), 1991 (contos)
- アンジェリーナ―佐野元春と10の短編Angelina sano motoharu to 10 no tanpen, 1993 (10 contos)
- 貴婦人Aの蘇生Kifujin A no sose i, 2002 (romance)
- ブラフマンの埋葬Burafuman no maisō, 2004, Prêmio Izumi 2004 (romance)
- おとぎ話の忘れ物Otogibanashi no wasuremono, 2006 (contos)
- はじめての文学 小川洋子Hajimete no bungaku Ogawa Yōko, 2007 (Antologia destinada a apresentar o autor ao público jovem. Parte de uma coleção destinada a incentivar os adolescentes a descobrir escritores japoneses contemporâneos.)
- 夜明けの縁をさ迷う人々 Yoake no fuchi wo samayou hitobito, 2007 (contos)
- 最果てアーケードSaihateākēdo, 2012 (romance)
- いつも彼らはどこかにItsumo karera wa doko ka ni, 2013 (contos)
- 不時着する流星たちFujichaku suru ryūsei-tachi, 2017 (10 contos)
- 口笛の上手な白雪姫Kuchibue no jōzuna shirayukihime, 2018 (8 contos)
- 約束された移動Yakusoku sa reta idō, 2019 (6 contos)
- 掌に眠る舞台Tenohira ni nemuru butai, 2022 (notícias)
- 耳に棲むものMimi ni sumu mono, 2024 (contos)

Não-ficção
- 妖精が舞い下りる夜Yōsei ga mai oriru yoru, 1993 (5 ensaios)
- アンネ・フランクの記憶Anne Furanku no kioku (O Diário de Anne Frank), 1995
- 深き心の底よりFukaki kokoro no soko yori, 1999 (ensaios)
- 世にも美しい数学入門Yo ni mo utsukushī sūgaku nyūmon, 2005 (Introdução à matemática, com o matemático Masahiko Fujiwara )
- 犬のしっぽを撫でながらInu no shippo o nade nagara, 2006 (10 ensaios)
- おとぎ話の忘れ物Otogibanashi no wasuremono, 2006 (ilustrado)
- 小川洋子対話集Ogawa Yōko taiwa shū, 2007 (conversas)
- 物語の役割Monogatari no yakuwari, 2007 (ensaios)
- 博士の本棚Hakase no hondana, 2007 (ensaios)
- 科学の扉をノックするKagaku no tobira wo nokku suru, 2008 (ensaios)
- 心と響き合う読書案内Kokoro to hibikiau dokusho annai, 2009 (ensaios)
- カラーひよことコーヒー豆Karā hiyoko to kōhīmame, 2009 (ensaios)
- 祈りながら書く 「みち」シリーズ 2 Inorinagara kaku 'michi' shirīzu 2, 2010 (ensaios)
- 妄想気分Mōsō kibun, 2011 (ensaios)
- とにかく散歩いたしましょうTonikaku sanpo itashimashou, 2012 (ensaios)